# Bajram Begaj

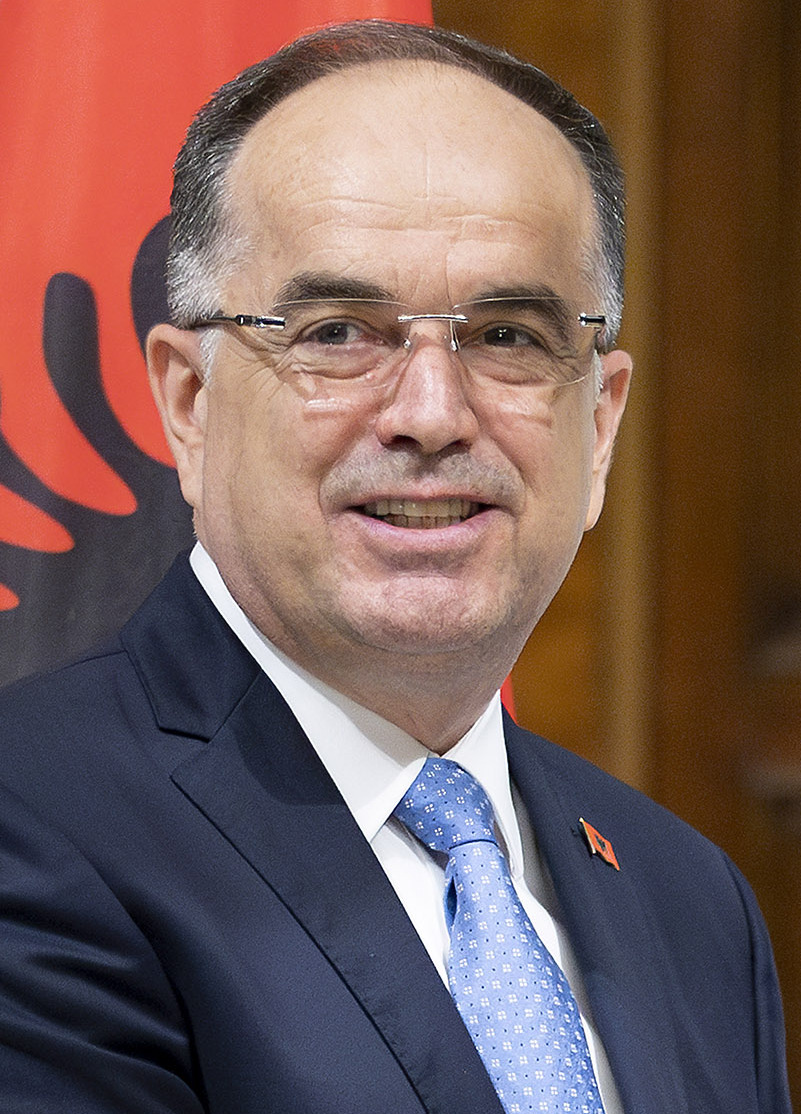
Bajram Begaj (2023)

Bajram Begaj (* 20. März 1967 in Rrogozhina) ist seit 2022 Staatspräsident Albaniens. Der ehemalige Generalmajor war von 2020 bis 2022 militärischer Oberbefehlshaber der Albanischen Streitkräfte.

## Leben
Bajram Begaj wurde 1967 in der Kleinstadt Rrogozhina in Mittelalbanien geboren.

### Militärische Laufbahn
Nach dem Abschluss eines Medizinstudiums 1989 und Tätigkeit im Bereich der Allgemeinmedizin entschloss sich Bajram Begaj 1998, den Albanischen Streitkräften beizutreten. In den nächsten Jahren diente er hauptsächlich im medizinischen und administrativen Bereich der Streitkräfte und qualifizierte sich an mehreren Militärschulen im Ausland für höhere Aufgaben.
Im Juli 2020 wurde er zum militärischen Oberbefehlshaber der Albanischen Streitkräfte ernannt.

### Staatspräsident

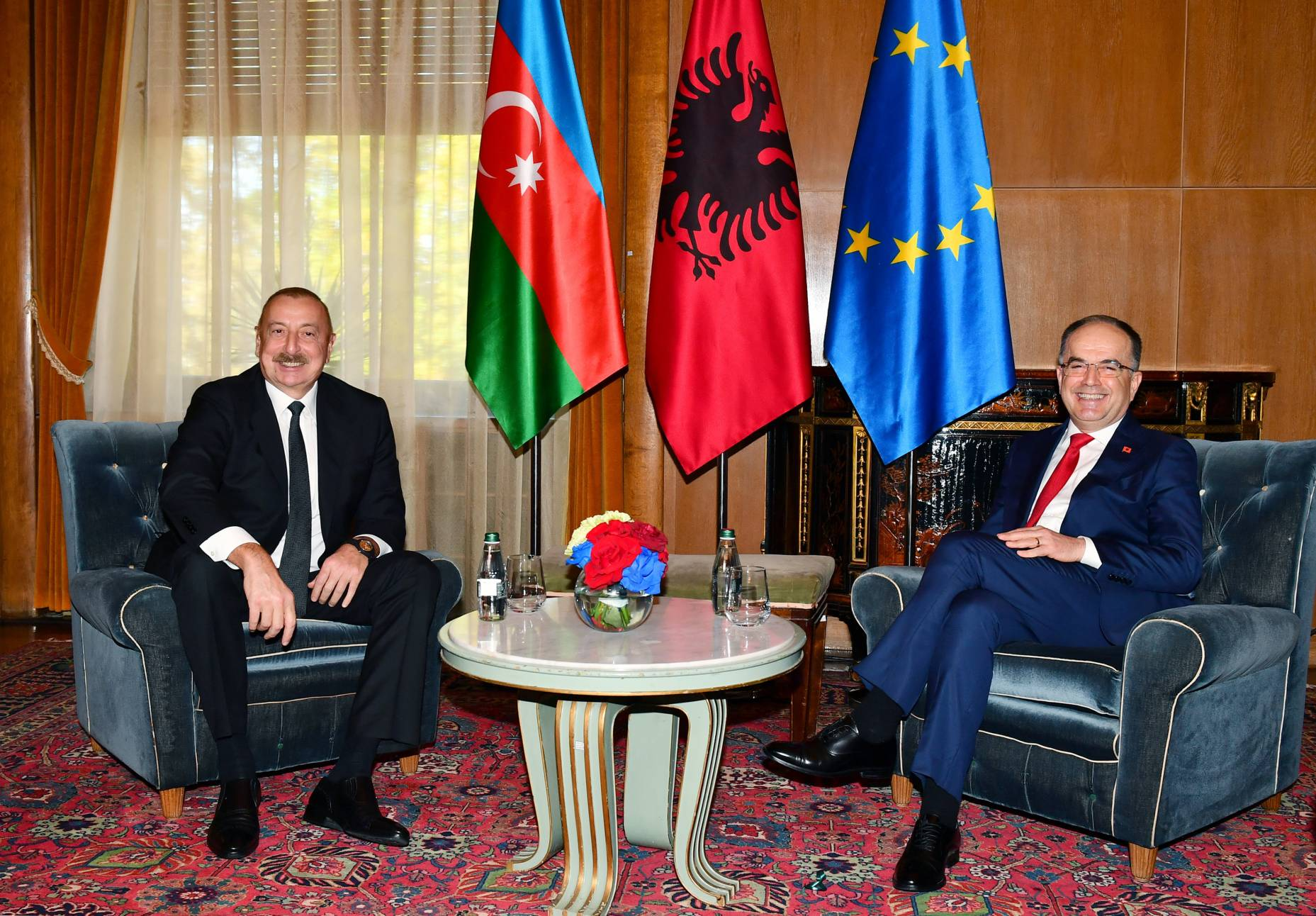
Bajram Begaj (rechts) bei einem Treffen mit Ilham Aliyev während eines Staatsbesuchs in Albanien im November 2022

Am 4. Juni 2022 wurde Begaj von den Mitgliedern des Parlaments zum neuen Staatspräsidenten gewählt. Er erhielt 78 von 140 möglichen Stimmen, die Abgeordneten der rechten Opposition waren der Abstimmung ferngeblieben. Da es Angehörigen des Militärs in Albanien untersagt ist, für hohe Staatsämter zu kandidieren, war er zuvor von Präsident Ilir Meta entlassen worden. Begaj trat sein Amt am 24. Juli 2022 an.

### Privates
Begaj ist verheiratet und hat zwei Kinder. Neben seiner Muttersprache spricht er fließend Englisch. Zusätzlich zu seiner militärischen Karriere war er außerordentlicher Professor für Medizin.